# Chlorissa volutata
Chlorissa volutata là một loài bướm đêm trong họ Geometridae.